# 弗朗辛·若尔迪
弗朗辛·若尔迪（德語：Francine Jordi，1977年6月24日—，生於瑞士伯尔尼州里希根，原名弗朗辛·雷曼）是一名瑞士德语民俗流行音乐（Schlager）和民俗音乐歌手和作曲家。

## 生平
若尔迪十岁时首次登台演出。在大多数情况下她在煙特勒根在旅遊活动时演唱。她和她的妹妹妮科尔一起登台演唱。她在纳沙泰尔的音乐学院裡学习歌唱和钢琴。
1998年若尔迪代表瑞士参加1998年民俗音乐大奖赛，唱（激情之火）获胜。
2002年她代表瑞士参加2002年歐洲歌唱大賽，唱她自己作曲和作词写的歌（在我爱人的花园裡），但是只获得了倒数第三名。她把这首歌也翻译成德文。
她2004年发表的光碟中包括一首与尼诺·德·安杰罗（Nino de Angelo）双重唱的歌（我傍晚入睡时），以及一首与弗洛里昂·阿斯特（Florian Ast）使用瑞士德语合唱的歌（眼泪）。这首歌为两人在瑞士带来了铂盘的荣誉，并于2006年10月7日在电视节目（瑞士最伟大的歌曲）中获得第二名。
2004至2005年间若尔迪的风格逐渐演变，从民俗音乐转向民俗流行音乐和摇摆舞。她与德国西南广播公司的大乐队合作录了一张摇摆舞的光碟。她2005年发表的光碟在风格上有点像。
2007年6月10日若尔迪在伯尔尼首次演唱歌剧，她演唱莫扎特的《魔笛》中的芭芭吉娜。
2008年8月30日若尔迪是民俗音乐大奖赛的主持人之一。
弗朗辛·若尔迪的男朋友是一名自行车运动员。